# Paníkos Chrysanthou
Paníkos Chrysanthou (grec: Πανίκος Χρυσάνθου; Kythrea, Xipre, 1951) iés un cineasta i documentarista xipriota que va guanyar el Premi de la Pau Abdi İpekçi per la seva pel·lícula To teihos mas.

## Biografia
Es va graduar a la Universitat d'Atenes amb un títol conjunt en literatura i filosofia. Va treballar com a assistent de direcció i productor executiu en pel·lícules gregues i xipriotes abans de començar a fer les seves pròpies pel·lícules.
Va rebre el prestigiós premi Abdi İpekçi de la Pau el 1997 per la seva pel·lícula, To teihos mas.

## Filmografia
| Pel·lícula | Pel·lícula                                 | Pel·lícula    | Pel·lícula    | Pel·lícula    | Pel·lícula                      |
| Any        | Títol                                      | Acreditat com | Acreditat com | Acreditat com | Notes                           |
| Any        | Títol                                      | Director      | Productor     | Guionista     | Notes                           |
| ---------- | ------------------------------------------ | ------------- | ------------- | ------------- | ------------------------------- |
| 1987       | Leptomereia stin Kypro                     | Sí            |               | Sí            |                                 |
| 1993       | To teihos mas                              | Sí            | Sí            | Sí            | Premi de la pau Abdi İpekçi     |
| 1996       | Oi padkies tis Afroditis                   | Sí            |               | Sí            |                                 |
| 1997       | Studio                                     | Sí            |               | Sí            |                                 |
| 2002       | Sylikou                                    | Sí            |               | Sí            |                                 |
| 2002       | Our Country                                | Sí            |               | Sí            |                                 |
| 2004       | Parallel Trips (turc: Paralel Yolculuklar) | Sí            | Sí            | Sí            | Documental fet amb Derviş Zaim. |
| 2006       | Akamas                                     | Sí            | Sí            | Sí            | Debut en cinema de ficció       |
| 2016       | I istoria tis prasinis grammis             | Sí            | Sí            | Sí            |                                 |